# William A. Pile

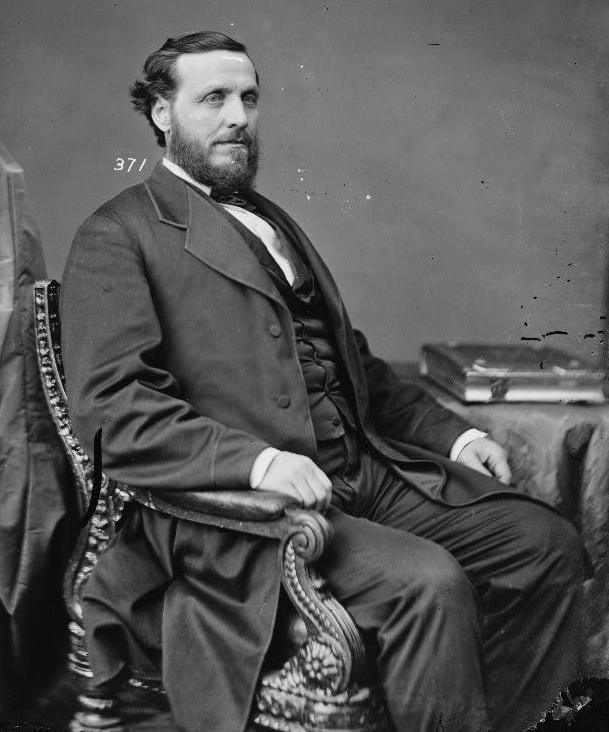
William A. Pile

William Anderson Pile (* 11. Februar 1829 in Indianapolis, Indiana; † 7. Juli 1889 in Monrovia, Kalifornien) war ein US-amerikanischer General und Politiker. Er war von 1869 bis 1871 Gouverneur des New-Mexico-Territoriums.

## Frühe Jahre
William Pile besuchte die örtlichen Schulen seiner Heimat. Danach studierte er Theologie und wurde Pfarrer einer Methodistengemeinde. Während des Bürgerkrieges war er zunächst Militärgeistlicher im Heer der Union. Im Verlauf des Krieges diente er in mehreren Einheiten und stieg bis 1865 zum Brevet-Brigadegeneral auf.

## Politische Laufbahn
Pile war Mitglied der Republikanischen Partei. Zwischen 1867 und 1869 war er Abgeordneter im US-Repräsentantenhaus in Washington, D.C., wo er den ersten Wahlbezirk des Staates Missouri vertrat. Nachdem er 1868 nicht in diesem Amt bestätigt worden war, wurde er von Präsident Ulysses S. Grant zum Botschafter der Vereinigten Staaten in Venezuela und Brasilien ernannt. Allerdings wurde diese Ernennung nicht bestätigt. Daher konnte er das Amt nicht antreten. Stattdessen wurde er Gouverneur im New-Mexico-Territorium. Dieses Amt übte er zwischen 1869 und 1871 aus. Danach wurde er zwischen 1871 und 1874 doch noch Botschafter in Venezuela, ehe er sich aus der Politik zurückzog. William Pile starb im Juli 1889.